# Хэммонд, Лесли
Лесли Чарльз Хэммонд (англ. Leslie Charles Hammond; ) — индийский хоккеист на траве, левый защитник. Двукратный олимпийский чемпион 1928 и 1932 годов.

## Биография
Лесли Хэммонд родился 4 марта 1905 года в городе Мадрас в Британской Индии (сейчас Ченнаи в Индии) в семье англичанина и его второй жены. У него было шестеро братьев и сестёр.
Учился в школе «Дубовая роща» в Массури, затем в Лакхнау.
Работал на Восточно-Индийской железной дороге, играл в хоккей на траве за её команду.
В 1928 году выиграл национальный чемпионат, выступая за Соединённые провинции, вошёл в состав сборной Индии по хоккею на траве на летних Олимпийских играх в Амстердаме и завоевал золотую медаль. Играл на позиции левого защитника, провёл 3 матча, мячей не забивал.
В 1932 году вошёл в состав сборной Индии по хоккею на траве на летних Олимпийских играх в Лос-Анджелесе и завоевал золотую медаль. Играл на позиции левого защитника, провёл 1 матч, мячей не забивал.
Благодаря высокому росту и длинным ногам Хэммонд не только был успешен в борьбе за мяч, но и быстро перемещался по полю.
Позже эмигрировал в Австралию.
Умер 26 июня 1955 года в австралийском городе Балларат.

## Память
Вдова Хэммонда передала его золотые олимпийские медали музею в Балларате.